# Church of Christ (Temple Lot)
Church of Christ (Temple Lot) är ett av flera samfund i sista dagars heliga-rörelsen, som hävdar att man är den sanna arvtagaren till den kyrka med samma namn som Joseph Smith grundat 1830. Kyrkan har i dag (2013) 7310 medlemmar i elva–tolv länder.
För att skilja den från besläktade grupper har man ibland kallat dess anhängare för hedrickiter efter grundaren Granville Hedrick. Vanligare är dock att man lägger till namnet Temple Lot (Tempelplatsen), efter kyrkans högkvarter i Independence (Missouri). Att kyrkans namn skulle ha något med Lot i Första Moseboken att göra, är en missuppfattning som kommer från likheten mellan namnet Lot och det engelska ordet för tomt.

## Historik
Under successionskrisen som följde Joseph Smiths död 1844 uppstod flera rivaliserande grupper vars ledare alla utgav sig för att vara den ende rättmätige efterträdaren till Smith. 
I maj 1863 gick fem självständiga församlingar i Bloomington, Crow Creek, Half Moon Prairie och Eagle Creek (alla i Illinois) samt i Vermillion (Indiana) samman och bildade Kristi kyrka. I juli utnämndes Granville Hedrick till kyrkans förste ledare. 
1867 flyttade Hedrick och hans anhängare till Independence i Missouri som Joseph Smith utpekat som platsen där det Nya Jerusalem skulle byggas innan Jesu andra återkomst. I denna stad skulle, enligt Smith, ett tempel ligga i centrum. Markområdet ”tomten” där templet skulle ligga kallades av medlemmarna från den dagen "The Temple Lot".
Den första utgåvan av kyrkotidningen Zion's Advocate skedde 1922.
Under 1930-talet började man gräva grunden för ett tempel på denna plats men hela projektet gick i stöpet under Den stora depressionen.

## Utbrytare och sabotage
Från 1920-talet och framåt har åtminstone fyra olika utbrytargrupper lämnat kyrkan.
Den största av dessa är Kristi kyrka (med Elias budskap). En avhoppad medlem till denna kyrka satte, den 1 januari 1990 eld på hedrickitkyrkan i Independence (byggd 1905). Ett nytt huvudkontor började byggas i augusti 1990.